# 西保村 (石川県)
西保村（にしほむら）は、かつて石川県鳳至郡にあった村。

## 地理

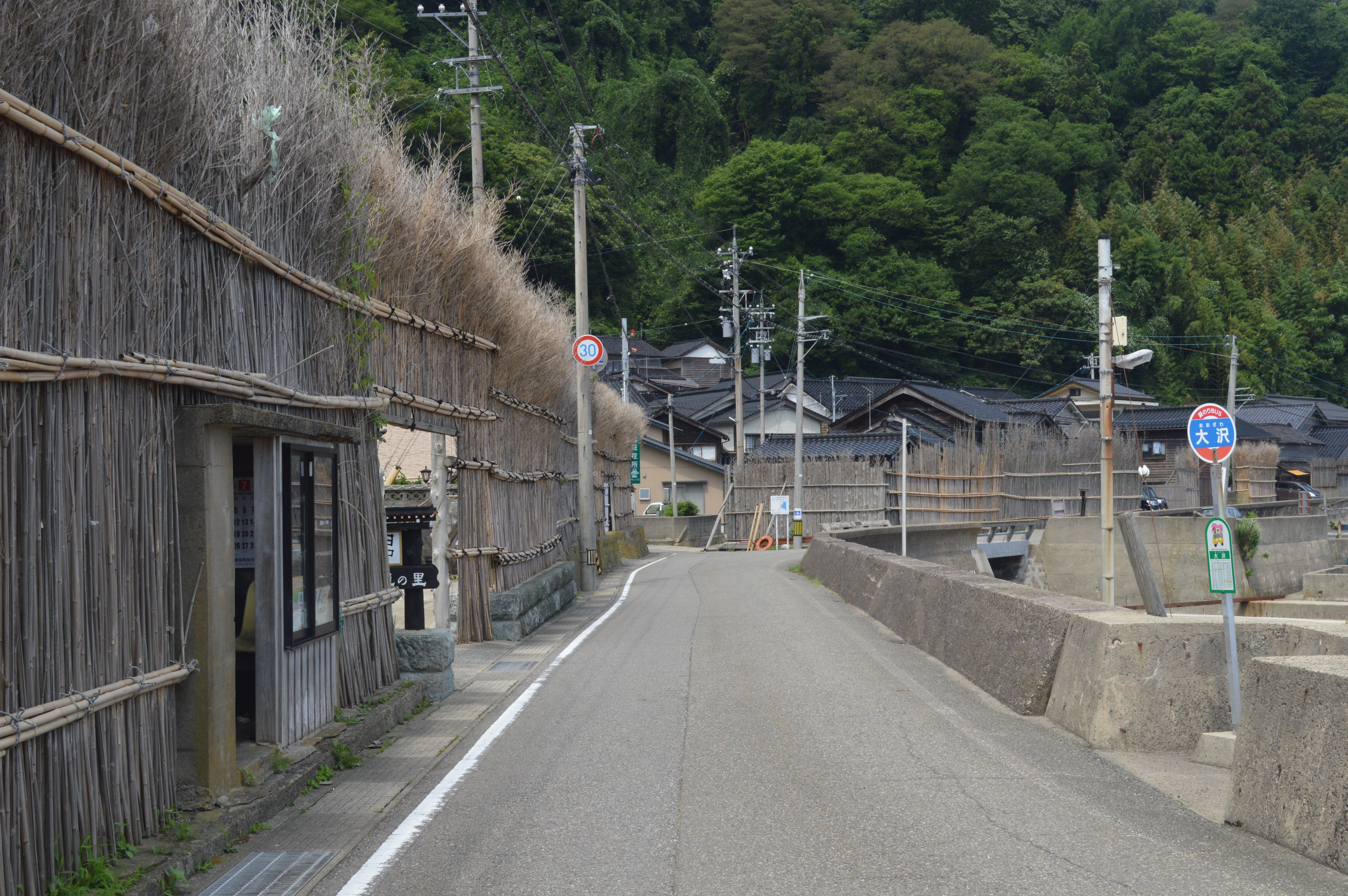
大沢・上大沢の間垣集落景観

能登半島北部にあり、日本海に面している。大沢地区には竹製の垣根である間垣で集落を囲んだ景観が見られ、輪島市設置後の2015年（平成27年）10月7日には「大沢・上大沢の間垣集落景観」として重要文化的景観に選定された。

### 隣接していた自治体
- 鳳至郡大屋村・七浦村・浦上村

## 歴史

### 沿革
- 1878年（明治11年） - 鳳至郡小町村、池田村、雑座村、黒杉村、上村及び新保村を廃し、その区域をもって鳳至郡上山村を設置する。
- 1889年（明治22年）4月1日 - 町村制の施行により、鳳至郡大沢村、上大沢村、下山村、上山村、西二又村、赤崎村及び小池村を廃し、その区域をもって鳳至郡西保村を設置する。
- 1954年（昭和29年）3月31日 - 鳳至郡輪島町、大屋村、河原田村、鵠巣村、西保村、三井村及び南志見村を廃し、その区域をもって輪島市を設置する。西保村の7大字は町を称して輪島市に継承。

## 行政

### 歴代村長
| 代 | 人 | 氏名         | 就任                       | 退任                       | 備考 |
| -- | -- | ------------ | -------------------------- | -------------------------- | ---- |
| 1  | 1  | 筒井成孝     | 1889年（明治22年）7月6日   | 1893年（明治26年）7月5日   |      |
| 2  | 1  | 筒井成孝     | 1893年（明治26年）7月6日   | 1897年（明治30年）7月5日   |      |
| 3  | 1  | 筒井成孝     | 1897年（明治30年）7月6日   | 1898年（明治31年）3月10日  |      |
| 4  | 2  | 宮田英一     | 1898年（明治31年）11月18日 | 1902年（明治35年）11月17日 |      |
| 5  | 2  | 宮田英一     | 1902年（明治35年）11月18日 | 1903年（明治36年）11月15日 |      |
| 6  | 3  | 笠原有知     | 1904年（明治37年）3月9日   | 1908年（明治41年）3月8日   |      |
| 7  | 3  | 笠原有知     | 1908年（明治41年）3月27日  | 1909年（明治42年）7月31日  |      |
| 8  | 4  | 八十瀬富士松 | 1910年（明治43年）2月1日   | 1913年（大正2年）11月27日  |      |
| 9  | 5  | 筒井成一     | 1913年（大正2年）12月20日  | 1915年（大正4年）8月28日   |      |
| 10 | 5  | 筒井成一     | 1915年（大正4年）10月11日  | 1918年（大正7年）11月15日  |      |
| 11 | 6  | 西村信       | 1918年（大正7年）12月12日  | 1922年（大正11年）?月?日   |      |
| 12 | 6  | 西村信       | 1922年（大正11年）?月?日   | 1926年（大正15年）?月?日   |      |
| 13 | 6  | 西村信       | 1926年（大正15年）?月?日   | 1930年（昭和5年）6月2日    |      |
| 14 | 7  | 藤沢成安     | 1930年（昭和5年）6月28日   | 1934年（昭和9年）?月?日    |      |
| 15 | 7  | 藤沢成安     | 1934年（昭和9年）?月?日    | 1938年（昭和13年）?月?日   |      |
| 16 | 7  | 藤沢成安     | 1938年（昭和13年）?月?日   | 1942年（昭和17年）?月?日   |      |
| 17 | 7  | 藤沢成安     | 1942年（昭和17年）?月?日   | 1946年（昭和21年）11月11日 |      |
| 18 | 8  | 前原次三郎   | 1947年（昭和22年）4月5日   | 1951年（昭和26年）4月4日   |      |
| 19 | 9  | 宮永義一     | 1951年（昭和26年）4月23日  | 1954年（昭和29年）3月30日  |      |